# Sevelinges
Sevelinges és un municipi francès situat al departament del Loira i a la regió d'Alvèrnia-Roine-Alps. L'any 2007 tenia 626 habitants.

## Demografia

### Població
El 2007 la població de fet de Sevelinges era de 626 persones. Hi havia 224 famílies de les quals 40 eren unipersonals (12 homes vivint sols i 28 dones vivint soles), 72 parelles sense fills, 100 parelles amb fills i 12 famílies monoparentals amb fills.
La població ha evolucionat segons el següent gràfic:
Habitants censats

### Habitatges
El 2007 hi havia 292 habitatges, 232 eren l'habitatge principal de la família, 36 eren segones residències i 24 estaven desocupats. 276 eren cases i 16 eren apartaments. Dels 232 habitatges principals, 181 estaven ocupats pels seus propietaris, 41 estaven llogats i ocupats pels llogaters i 10 estaven cedits a títol gratuït; 6 tenien dues cambres, 27 en tenien tres, 57 en tenien quatre i 141 en tenien cinc o més. 195 habitatges disposaven pel capbaix d'una plaça de pàrquing. A 85 habitatges hi havia un automòbil i a 134 n'hi havia dos o més.

### Piràmide de població
La piràmide de població per edats i sexe el 2009 era:
| Homes | Edats   | Dones |
| ----- | ------- | ----- |
| 0     | 95 o +  | 0     |
| 0     | 90 a 94 | 0     |
| 0     | 85 a 89 | 4     |
| 0     | 80 a 84 | 0     |
| 4     | 75 a 79 | 8     |
| 12    | 70 a 74 | 8     |
| 4     | 65 a 69 | 24    |
| 12    | 60 a 64 | 12    |
| 16    | 55 a 59 | 12    |
| 28    | 50 a 54 | 12    |
| 36    | 45 a 49 | 24    |
| 24    | 40 a 44 | 40    |
| 20    | 35 a 39 | 16    |
| 12    | 30 a 34 | 8     |
| 16    | 25 a 29 | 24    |
| 16    | 20 a 24 | 16    |
| 32    | 15 a 19 | 24    |
| 16    | 10 a 14 | 32    |
| 28    | 5 a 9   | 20    |
| 8     | 0 a 4   | 4     |

## Economia
El 2007 la població en edat de treballar era de 403 persones, 313 eren actives i 90 eren inactives. De les 313 persones actives 298 estaven ocupades (163 homes i 135 dones) i 14 estaven aturades (5 homes i 9 dones). De les 90 persones inactives 33 estaven jubilades, 37 estaven estudiant i 20 estaven classificades com a «altres inactius».

### Ingressos
El 2009 a Sevelinges hi havia 247 unitats fiscals que integraven 658 persones, la mediana anual d'ingressos fiscals per persona era de 18.412 €.

### Activitats econòmiques
Dels 24 establiments que hi havia el 2007, 4 eren d'empreses de fabricació d'altres productes industrials, 8 d'empreses de construcció, 3 d'empreses de comerç i reparació d'automòbils, 2 d'empreses d'hostatgeria i restauració, 3 d'empreses financeres, 3 d'empreses de serveis i 1 d'una empresa classificada com a «altres activitats de serveis».
Dels 10 establiments de servei als particulars que hi havia el 2009, 1 era un taller de reparació d'automòbils i de material agrícola, 1 paleta, 4 guixaires pintors, 2 fusteries, 1 perruqueria i 1 restaurant.
L'any 2000 a Sevelinges hi havia 17 explotacions agrícoles que ocupaven un total de 414 hectàrees.

## Equipaments sanitaris i escolars
El 2009 hi havia una escola elemental.

## Poblacions més properes
El següent diagrama mostra les poblacions més properes.